# Carmelites
|  | Per a altres significats, vegeu «Monges Carmelites». |

Els carmelites, formalment l'Orde dels Frares de la Santíssima Verge Maria del Mont Carmel o Orde dels Frares Carmelites, del Carmel o del Carme (en llatí Ordo Fratrum Beatissimae Virginis Mariae de Monte Carmelo) és un orde religiós mendicant (un dels quatre ordes mendicants majors) que va sorgir al voltant del segle xii al mont Carmel (Palestina). Des de la fundació al segle xvi de la reforma dels carmelites descalços, també són coneguts com a: Carmelites Calçats o Carmelites d'Antiga Observança. Els frares carmelites posposen al seu nom les sigles O.C. o O.Carm.

## Història

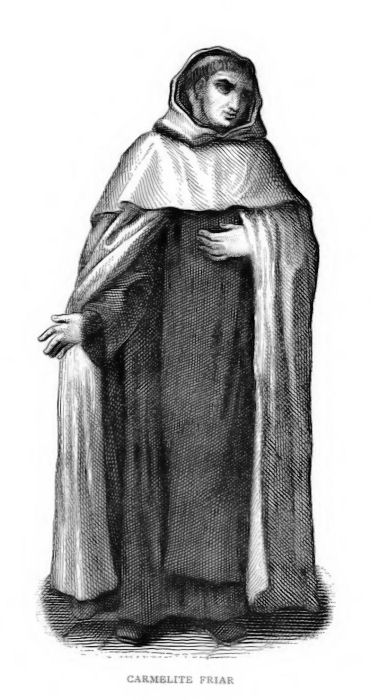
Hàbit carmelita (publicat a English monastic life, Londres, 1904)

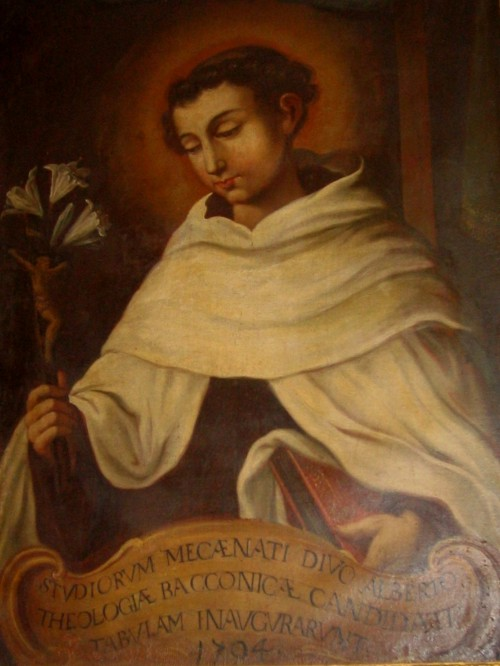
Hàbit carmelita (pintura amb Albert de Sicília, s. XVIII)

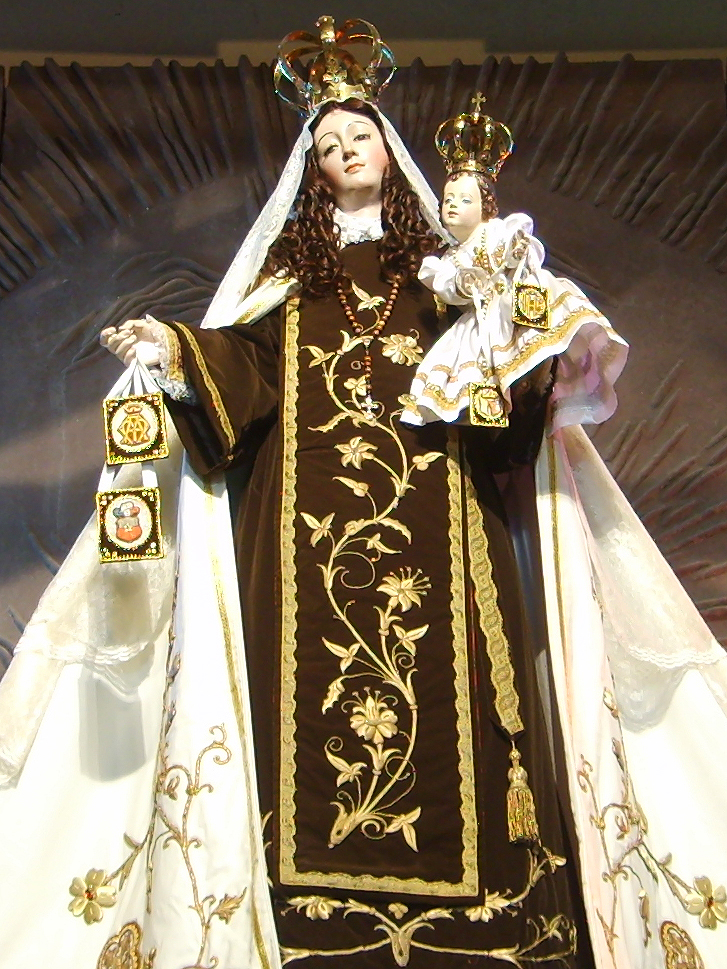
Mare de Déu del Carme, amb l'escapulari (Xile)

Va néixer quan, al voltant del segle xii, sant Bartomeu del Mont Carmel i un grup d'ermitans, inspirats pel profeta Elies, es van retirar a viure al mont Carmel, considerat el jardí de Palestina (Karmel significa «jardí»). Del profeta Elies havien heretat la passió ardent pel Déu viu i vertader, la qual cosa es veu reflectit en el lema del seu escut: Zelo zelatus sum pro Domino Deo exercituum («Em consumeix el zel pel Senyor, Déu dels Exèrcits»). Al mig de les cel·les van construir una església, que van dedicar a la seua patrona, la Mare de Déu, que veneren com la Mare de Déu del Carme. Van prendre així el nom de «Germans de Santa Maria del Mont Carmel» (en llatí Ordo fratrum Beatissimæ Virginis Mariæ de monte Carmelo).
El patriarca de Jerusalem, Albert Avogadro, els va donar l'any 1209 una regla (formula vitae), que sintetitza l'ideal anacorètic del Carmel: vida contemplativa, separació del món, pobresa absoluta, dejuni, meditació de la Sagrada Escriptura i treball. Els frares viurien en cel·les separades, sota la guia d'un prior; la unitat es mantindria mitjançant l'eucaristia diària i un "capítol de culpes" setmanal. Va ser confirmada per Honori III en 1226.
Al segle xiii, molts frares van fugir de la reconquesta musulmana i van refugiar-se a Xipre, Sicília, el sud de França i Anglaterra. D'entrada, van continuar amb l'ideal eremític de l'orde, però aviat l'orde, sota la direcció de Simó Stock, va adaptar-se a la realitat occidental, convertint-se en orde mendicant. El canvi va ser aprovat per Innocenci IV en 1247.

### Com a orde mendicant
Amb el nou estatus d'orde mendicant, va poder fundar convents a nuclis urbans i començar l'activitat d'apostolat. Aquesta vida, però, va comportar que el rigor de la regla original minvés, especialment en qüestions com l'abstinència de carn o l'obligació del silenci. Els carmelites van trobar el favor popular, en bona part pel seu conreu de la devoció a la Mare de Déu.
Al Concili de Lió de 1274, els clergues seculars i altres ordes mendicants, com els franciscans i els dominics, van demanar la supressió dels carmelites, però no es va dur a terme. El 1286, Honori IV va aprovar definitivament l'orde carmelità, i en 1326 Joan XXII els va concedir els mateixos privilegis que a franciscans i dominics.
Al final del segle xiv van començar un procés de declivi, accentuats per la mortaldat provocada per la Pesta Negra i la confusió del Cisma d'Occident (1378-1417). Les noves constitucions i algunes reformes de la regla per tal de fer-la menys estricta, concedides per Eugeni IV, tenien com a objectiu revifar l'orde i aconseguir que hi entressin més frares. Mentre que hi havia un cert increment de vocacions, van començar a aparèixer veus que demanaven una reforma de l'orde que la retornés a l'observança de la regla original, amb tot el seu rigor i austeritat.
Aquests moviments de reforma es van donar durant la segona meitat del segle xv, amb el prior general sant Joan Soreth (1451-1471): en aquest període es funda el segon orde carmelita, de monges (vegeu Monges Carmelites) i comencen les primeres activitats d'un tercer orde seglar.
Cap al 1500, van multiplicar-se les comunitats amb voluntat de reforma. La reforma protestant va provocar greus danys a la vida de l'orde, però els governs dels generals Nicholas Audet (1524-1562) i Gianbattista Rossi (1564-1578) van consolidar la renovació de l'orde, essent favorables a les reformes, sempre dintre del si de l'orde.

### Carmelites descalços
El 1562 Teresa de Jesús va fundar a Àvila el primer convent de carmelites descalces, aprovat poc després, i que va donar lloc a la reforma de l'orde, estesa als convents masculins en 1568 amb sant Joan de la Creu. Les noves congregacions busquen retornar a la vida centrada en Déu amb tota senzillesa i pobresa, com la dels primers eremites del mont Carmel.

### Separació dels carmelites descalços
El model dels descalços partia de la regla de 1247, rebutjant les reformes posteriors. Especialment activa a la Corona de Castella, la reforma va ser mal vista pels superior del Carmel, i va ser perseguida. El conflicte va acabar quan, en 1593, la província dels carmelites descalços va separar-se de l'Orde del Carmel, constituint un orde religiós desvinculat de l'autoritat del general carmelita. A partir d'aquest moment, l'orde va començar a ser conegut com a dels carmelites calçats.
Durant els segles xvi i xvii van començar les activitats missioneres de l'orde, a més de tenir un gran floriment d'autors que van destacar en la teologia i la mística.
La Revolució francesa i les secularitzacions que es van donar arreu d'Europa en els anys previs i posteriors, i durant el segle xix, van portar a la gairebé pràctica desaparició de l'orde, que només va sobreviure a les missions americanes i orientals. Durant la segona meitat del segle xix va recuperar-se, afegint a la dimensió espiritual i contemplativa de l'orde tasques d'assistència i missioneres.
En 1987 sorgí un nou moviment reformista observant: els Eremites de la Beata Verge del Mont Carmel. Integrat a l'orde, vol tornar a l'austeritat, rigor i estil contemplatiu de les primeres comunitats carmelites. Tenen comunitats als Estats Units: a Christoval i Lake Elmo.

## Activitat i difusió
Avui dia, els carmelites combinen la dimensió contemplativa i l'activa, fent tasques d'assistència i apostolat: evangelització, cura de centres d'espiritualitat com santuaris marians, gestió d'escoles i parròquies, activitat missionera i en el marc de Justícia i Pau, organització ocupada en ajudar necessitats, marginats i gent sense recursos.
En 1996, els carmelites calçats comptaven amb 361 convents amb 2.197 membres, 1.434 dels quals eren sacerdots.
L'orde s'estructura en 20 províncies, tres comissariats generals, dues delegacions generals i una comunitat afiliada, totes sota la jurisdicció directa del prior general, amb seu a Roma. Són presents a: Argentina, Austràlia, Bolívia, Brasil, Burkina Faso, Camerun, Canadà, Colòmbia, Congo, Filipines, França, Alemanya, Gran Bretanya, Índia, Indonèsia, Irlanda, Itàlia, Kenya, Malta, Mèxic, Moçambic, Països Baixos, Perú, Polònia, Puerto Rico, Portugal, República Txeca, República Dominicana, Romania, El Salvador, Espanya, Estats Units d'Amèrica, Timor Oriental, Trinitat i Tobago, Ucraïna, Veneçuela i Zimbabwe.

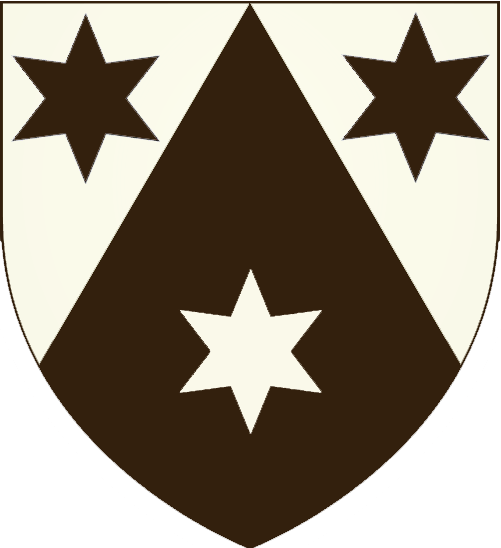
Escut de l'orde, amb el color marró original
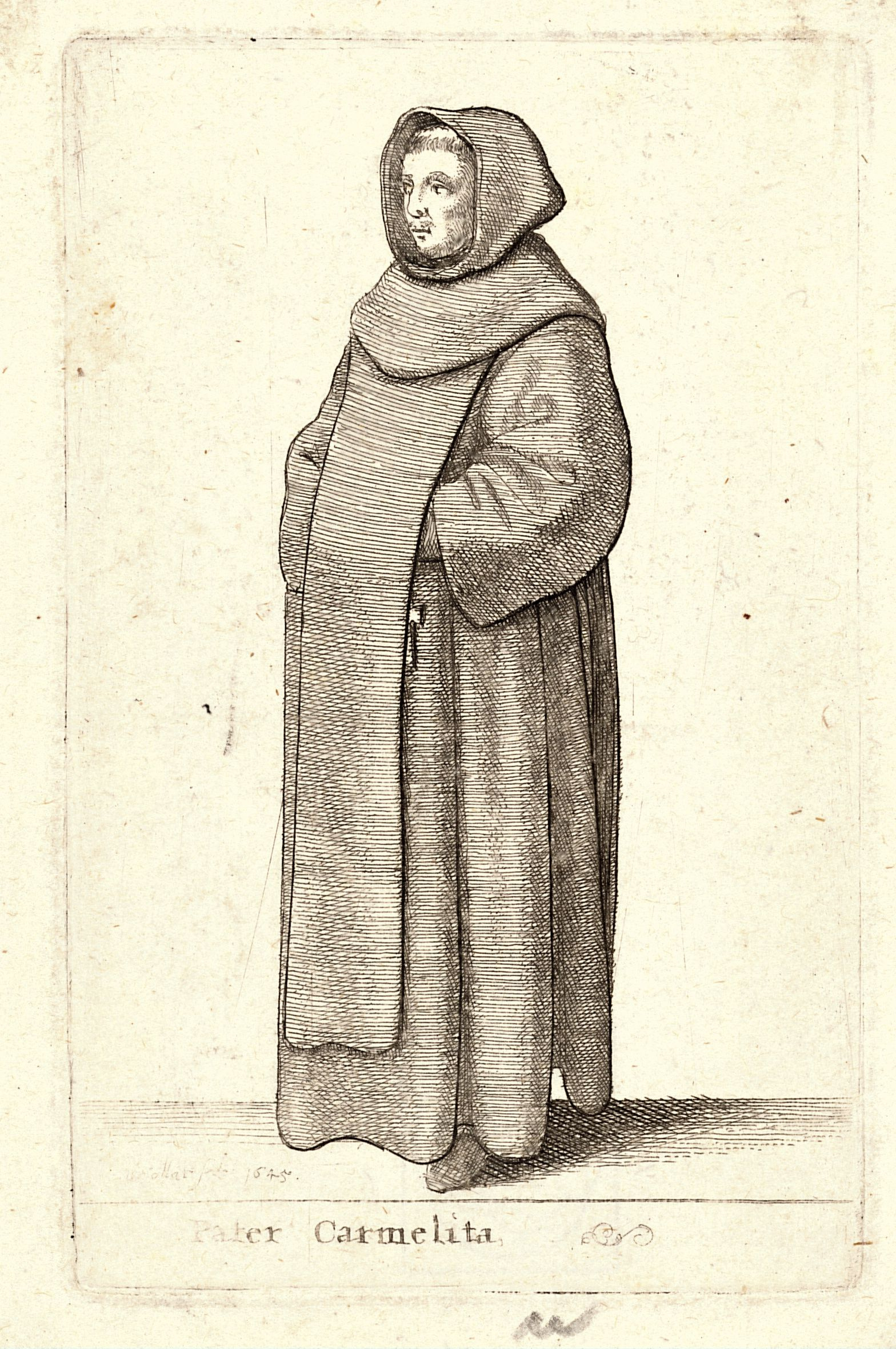
Carmelita, per Wenzel Hollar, ca. 1650
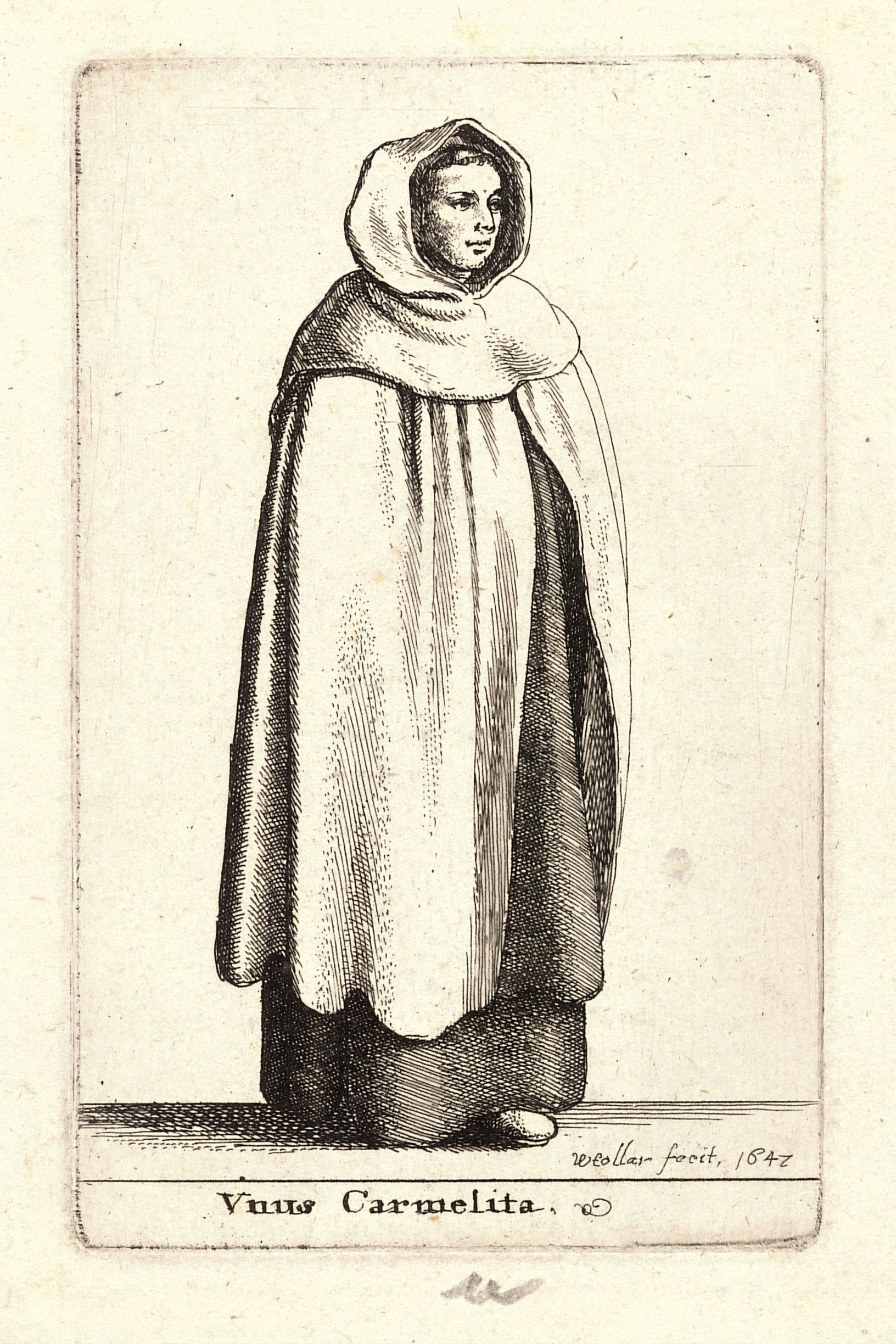
Carmelita amb la capa blanca, per W. Hollar
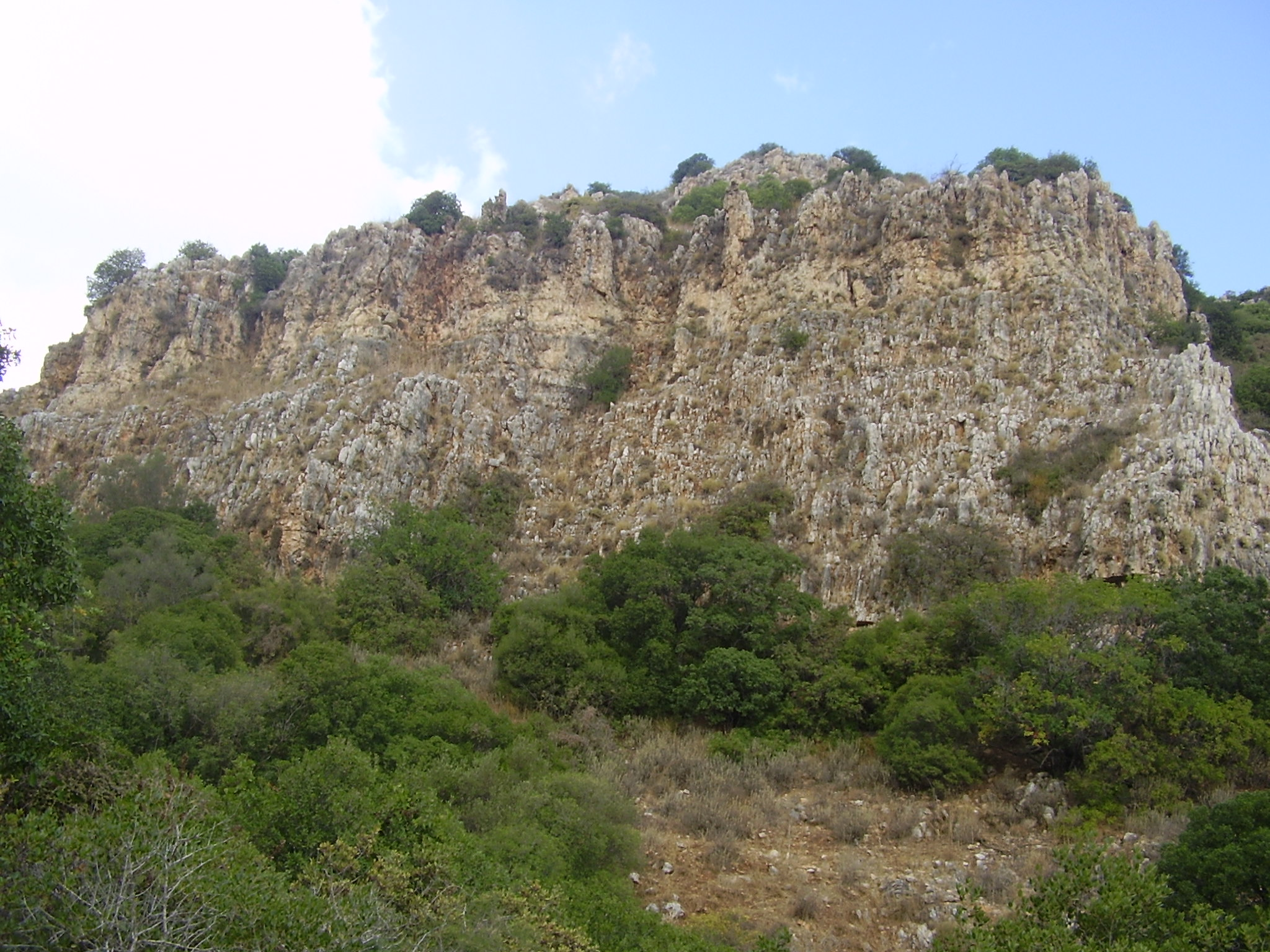
Falda del Mont Carmel, a Haifa
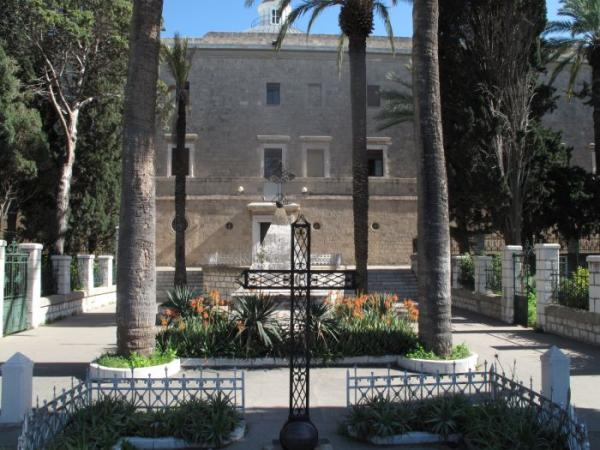
Monestir de Stella Maris, al Carmel

## Carmelites seglars
Són els antics terciaris del Carmel Descalç. Són laics que viuen el carisma carmelità mantenint les seues famílies i feines habituals. Es regixen per la mateixa regla de Sant Albert i per unes constitucions pròpies, aprovades el 2003. Constituïxen una veritable branca de l'Orde, a la qual es comprometen per mitjà de la promesa de viure els consells evangèlics (castedat, pobresa i obediència) i l'esperit de les benaventurances.
Els que s'acosten al Carmel Seglar viuen un període de postulantat que va des dels 6 mesos a un any com a màxim en què, junt amb la comunitat, realitzen un període de discerniment a la vocació. Passat eixe temps, s'invita el postulant a demanar l'ingrés a l'Orde, que el prepararà en els pròxims dos anys a emetre les promeses temporals de viure la castedat, pobresa i obediència i les benaurances segons el seu estat de vida (fadrí, casat, vidu).
Fetes estes promeses, es prepararà per a caminar cap a les definitives després de 3 anys de formació, en què passarà a ser membre de l'Orde.